# Tinglayan
Tinglayan (Bayan ng Tinglayan) är en kommun i Filippinerna. Kommunen ligger på ön Luzon, och tillhör provinsen Kalinga. Folkmängden uppgår till 14 164 invånare.

## Barangayer
Tinglayan är indelat i 20 barangayer.
| - Ambato Legleg - Bangad Centro - Basao - Belong Manubal - Butbut (Butbut-Ngibat) - Bugnay - Buscalan (Buscalan-Locong) - Dananao - Loccong - Luplupa | - Mallango - Poblacion - Sumadel 1 - Sumadel 2 - Tulgao East - Tulgao West - Upper Bangad - Ngibat - Old Tinglayan - Lower Bangad |

## Bildgalleri

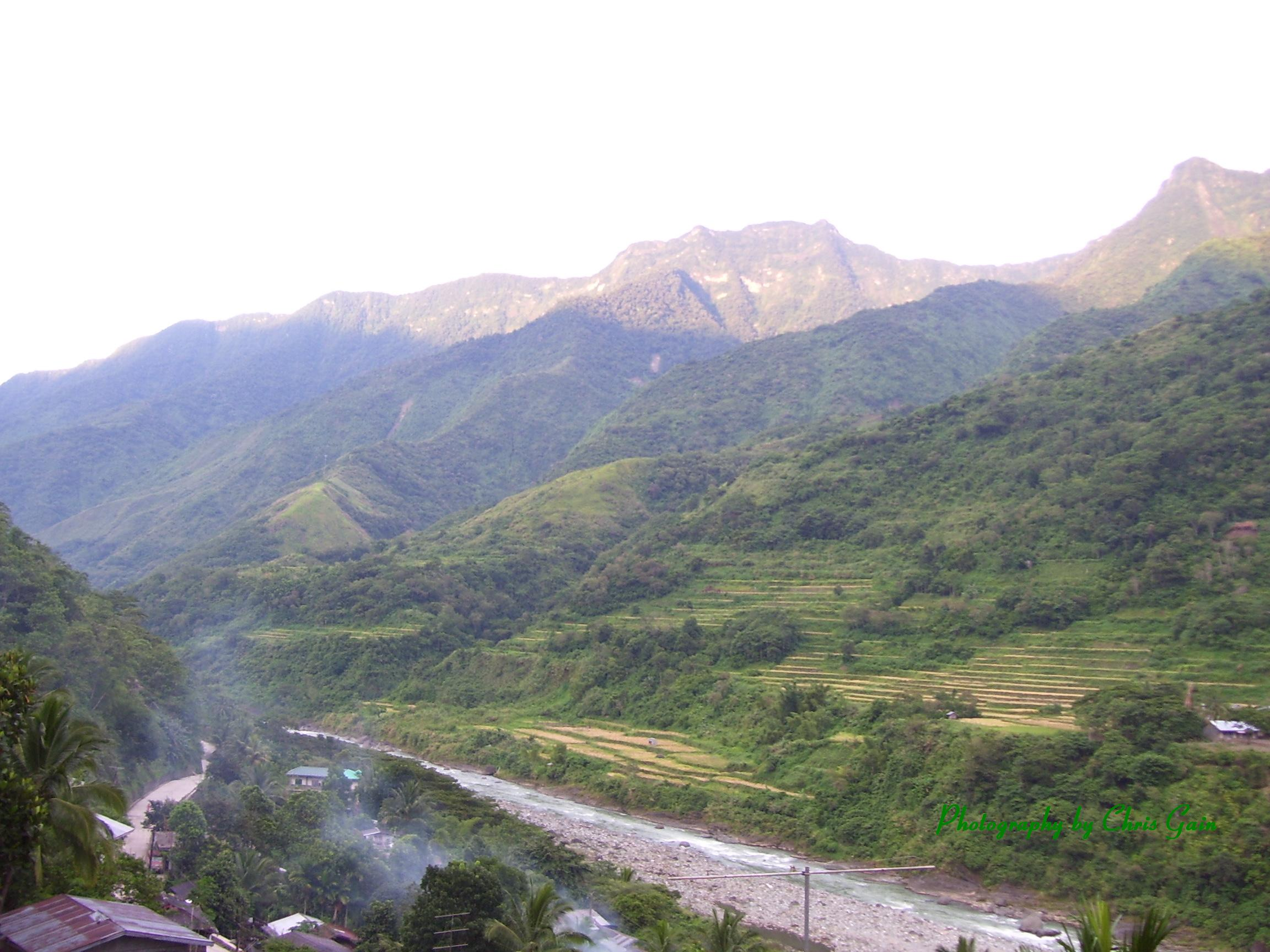